# ماهان
ماهان شهری در جنوب شرقی ایران در استان کرمان است. از نظر تقسیمات کشوری شهر ماهان در شهرستان کرمان قرار دارد. هرچند که مخالفت عده ای نمی‌گذارند که ماهان به شهرستان مستقل تبديل بسود

## جمعیت
بر پایه سرشماری عمومی نفوس و مسکن در سال ۱۳۹۵ جمعیت این مکان ۱۹٬۴۲۳ نفر بوده است. ......

## آب و هوا و اقلیم
این شهر به دلیل قرار گرفتن در دامنه کوه‌های جوپار و پلوار یکی از مناطق بسیار خوش آب و هوای استان کرمان است و از شهرهای گردشگری ایران به‌شمار می‌آید.

## جاذبه‌های طبیعی و تاریخی

### محله علی آباد
محله علی آباد یکی از محله های شهر ماهان با وجود درختان میوه توت و چنار یکی از محله های با صفای ماهان است که در  اواخر فصل بهار میزبان مسافران زیادی بخاطر درختان میوه توت است

### باغ شاهزاده
از نقاط دیدنی ماهان باغ شاهزاده است که در دوران قاجار به دست عبدالحمید میرزا فرمافرما ساخته شده و سال‌ها پایگاه حکومتی کرمان بوده است. این باغ ۴۰۷ متر طول و نزدیک به ۱۳۶ متر عرض دارد؛ و مساحتی نزدیک به ۴٫۵ تا ۵ هکتار را در بر می‌گیرد.

### حمام باغ شاهزاده
در باغ شاهزاده حمامی تاریخی وجود دارد که از بنای زیبا و نیز قسمت‌های مختلفی تشکیل شده‌ است.

### ثبت ملی باغ شاهزاده
در تابستان ۱۳۹۰ و با حضور رئیس‌جمهوری وقت به ثبت میراث جهانی یونسکو رساندند و در این رابطه جشن بزرگی در همین مکان برگزار شد.

### آرامگاه شاه نعمت‌الله ولی
آرامگاه شاه نعمت‌الله ولی که به آستانه شهرت دارد و یکی از کامل‌ترین و زیباترین مجموعه‌های معماری است نیز در ماهان قرار دارد. شاه نعمت‌الله ولی از مشهورترین عرفای ایران در دوران تیموری است که علاوه بر مصنفات متعدد عرفانی شعر هم می‌سرود و تخلص شعری وی «سید» و «نعمت‌الله» بود.

### خانه شترگلو
این خانه در شهر ماهان واقع شده است و از خانه‌های زیبای تاریخی کشور محسوب می‌شود. شتر گلو مربوط به دوره قاجار و خانه خاندان رضوی نعمت‌اللهی است و  این اثر در تاریخ ۱۸ مهر ۱۳۵۶ با شمارهٔ ثبت ۱۵۶۵ به‌عنوان یکی از آثار ملی ایران به ثبت رسیده است.

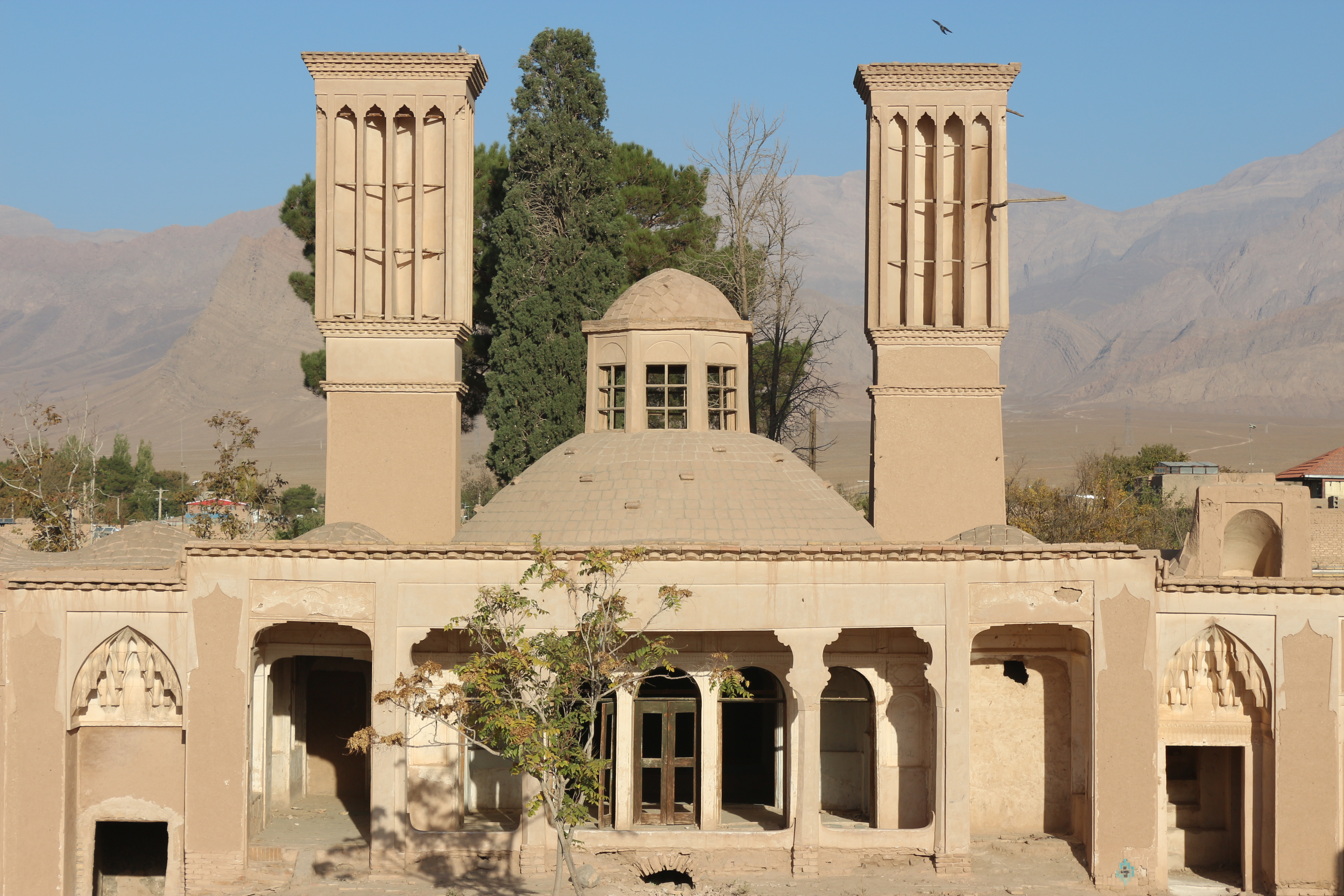
عمارت شتر گلو خانه سابق خاندان رضوی نعمت‌اللهی

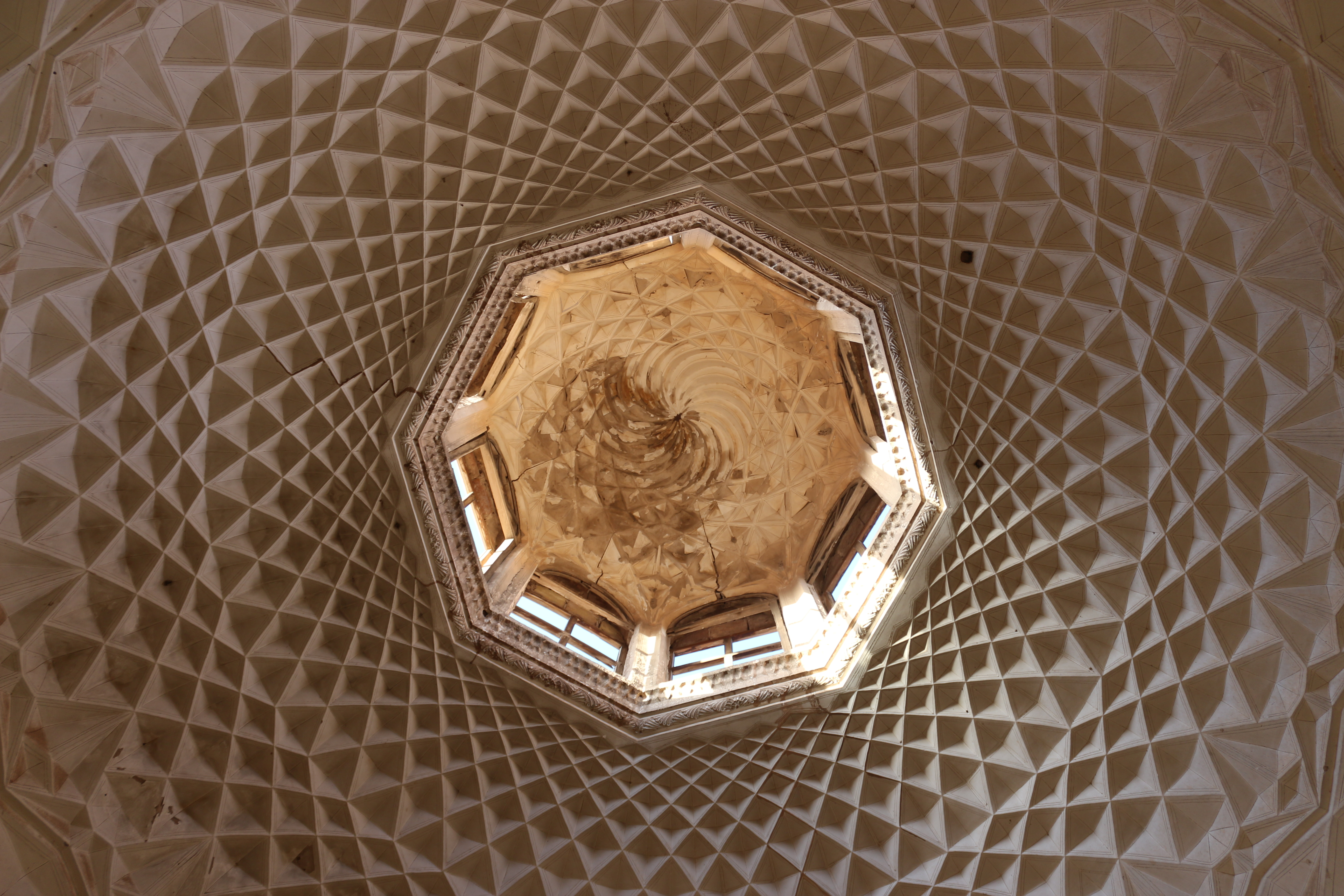
عمارت شتر گلو خانه سابق خاندان رضوی نعمت‌اللهی

### هفت باغ
بزرگراه گردشگری هفت باغ علوی محوری گردشگری است که از شهر کرمان تا ماهان راستا دارد. در دو طرف این بزرگراه مکان‌های مختلف گردشگری و تفریحی قرار دارد و ویلاهای بسیاری نیز در این مکان ساخته شده است.

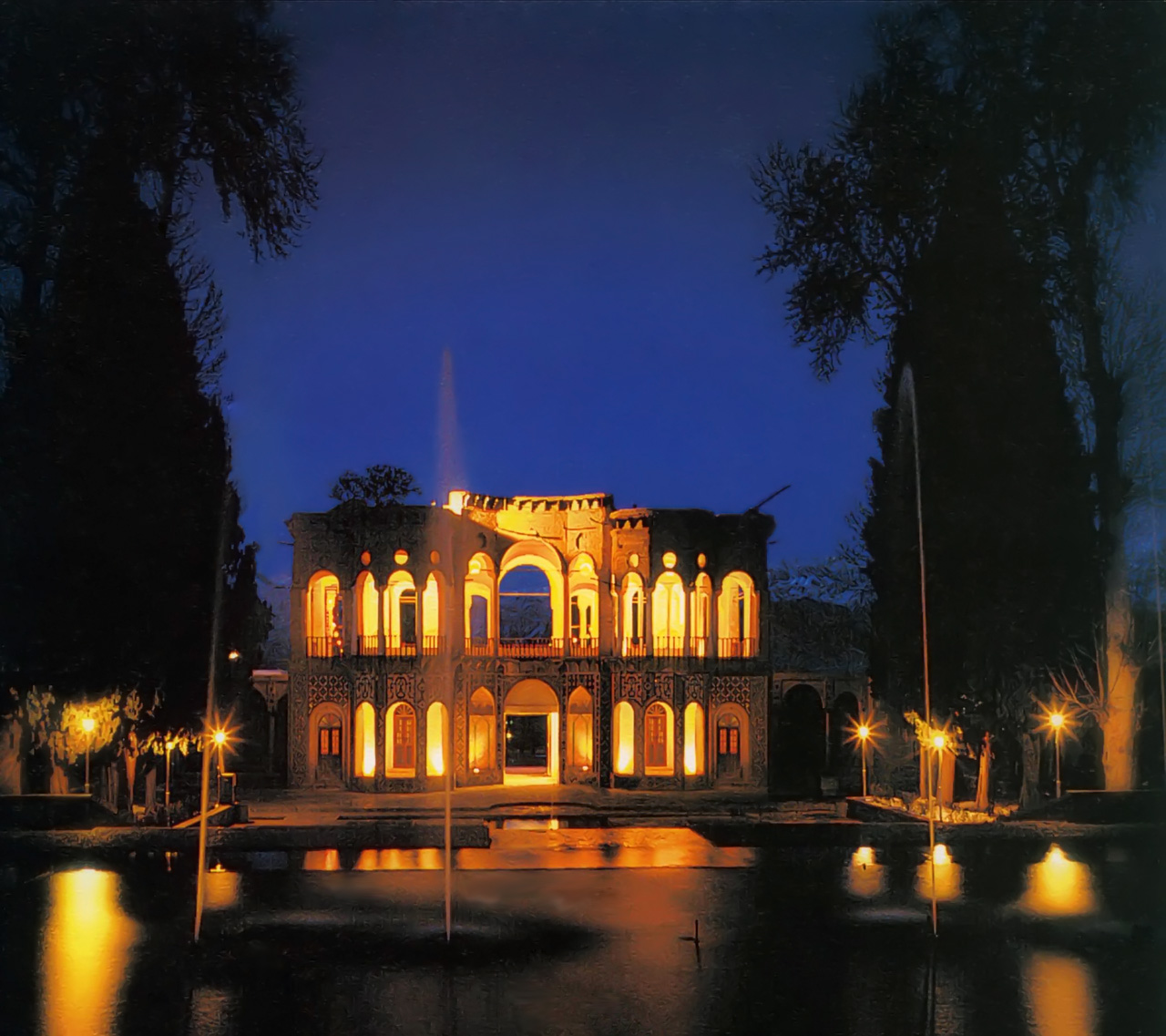
باغ تاریخی شاهزاده(باغ شازده)
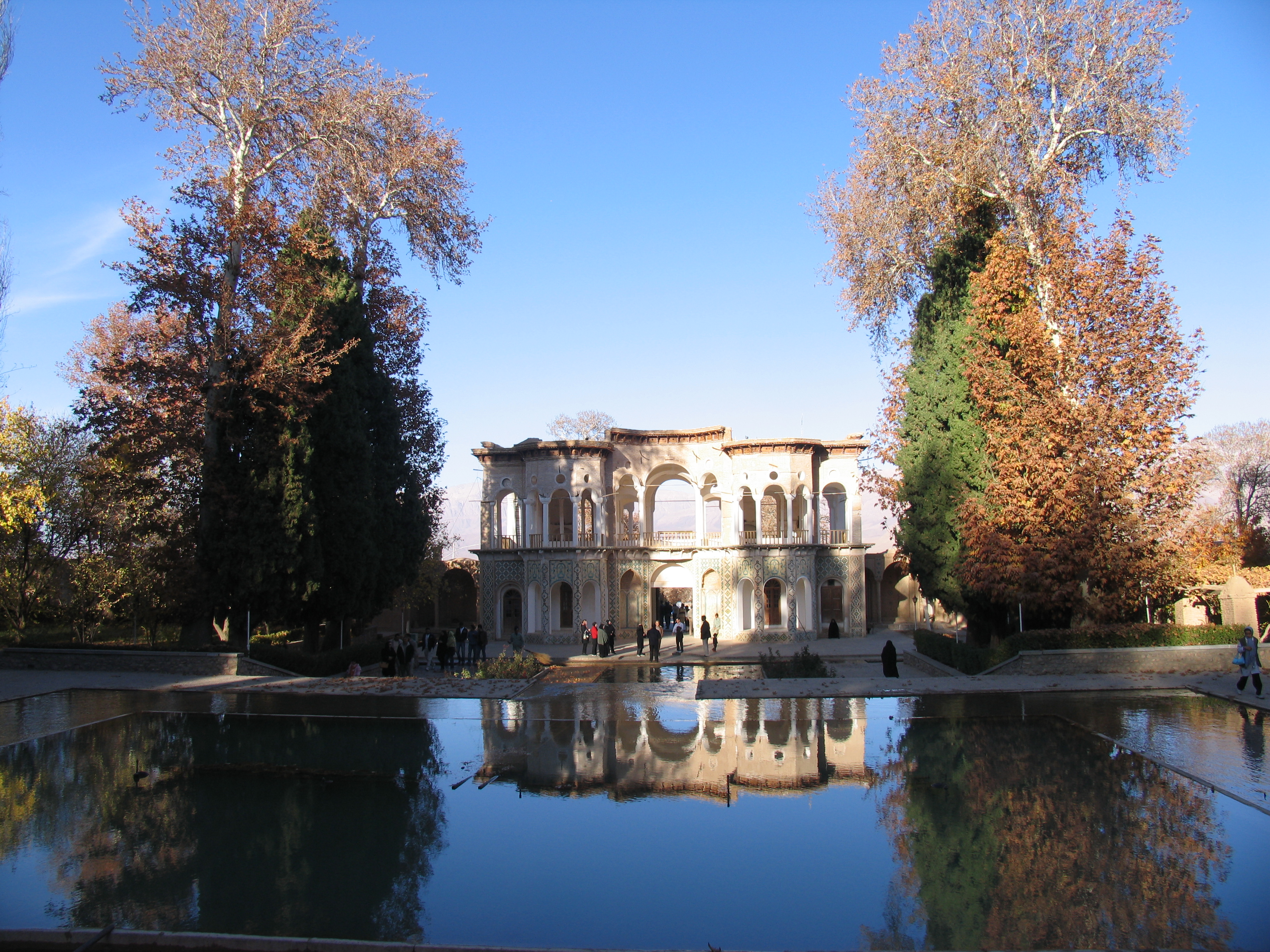
نمایی از باغ تاریخی شاهزاده(باغ شازده)

## امکانات شهری

### فضای سبز
فضای سبز شهر ماهان شامل درختان کهنسال چنار و پارک‌های جدید است. شهر ماهان به دلیل آب و هوای معتدل خود شهری سرسبز است.

### پارک‌ها
- پارک تیگران[۴]
- پارک شاه نعمت‌الله ولی
- پارک یاس[۵]